# Raymond & Maria

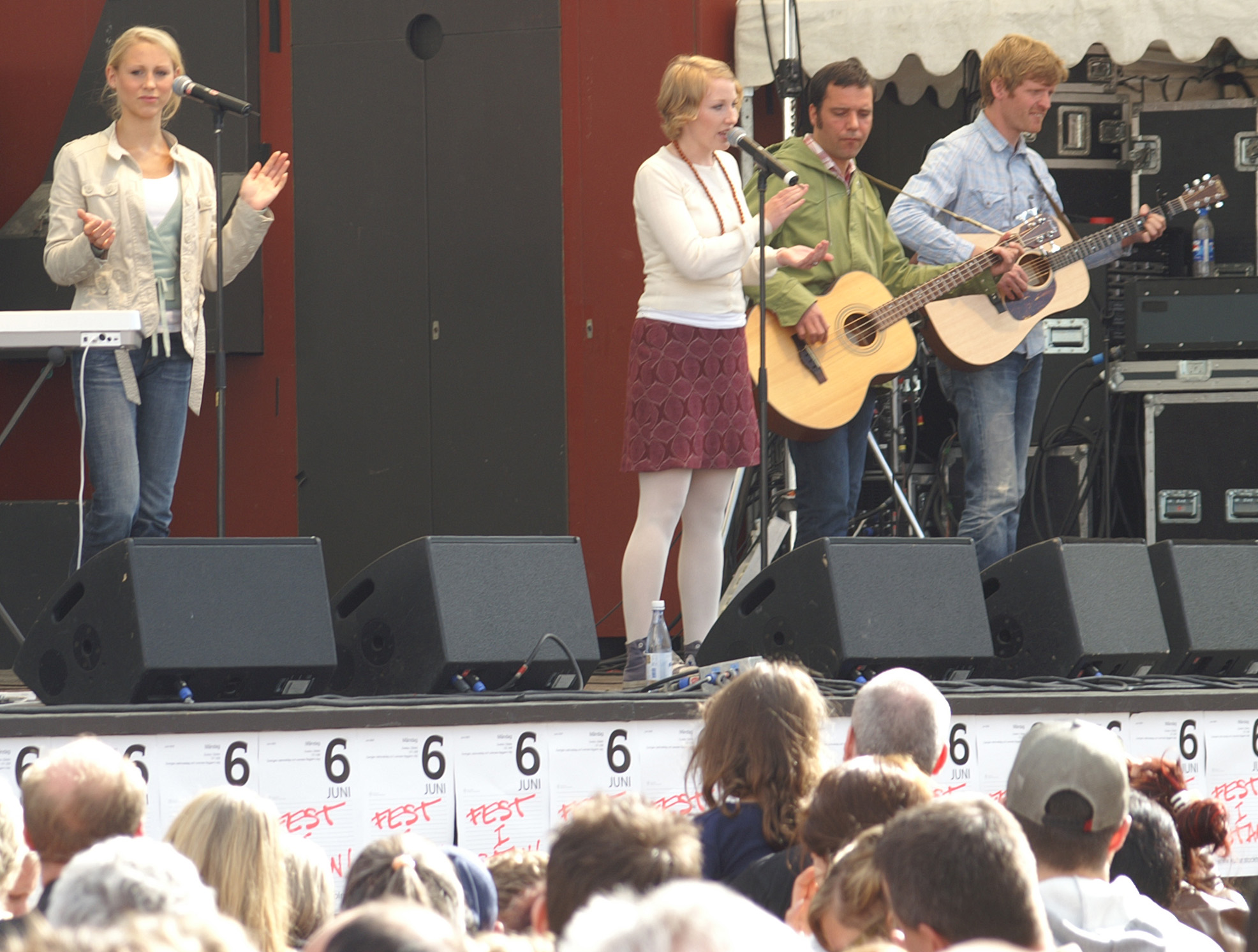
Raymond och Maria im Kungsträdgården, 2005

Raymond & Maria ist eine schwedische Popgruppe. Sie wurde 2002 von den männlichen Mitgliedern, Johan, Staffan, Olle und Per, gegründet. Als Sängerinnen fanden sie Maria und ihre Schwester Camilla. Die erste Single der Band, Ingen vill veta var du köpt din tröja („Niemand will wissen, wo Du Deinen Pullover gekauft hast“) erschien 2004 und war für mehrere Wochen die Nummer eins der schwedischen Hitparade. Das Stück wurde im Oktober 2004 vom Schwedischen Musikverleger-Verband SMFF als „Bester schwedischer Song 2004“ ausgezeichnet.

## Werdegang
Die Musik ist einfach aufgebaut und meist nur mit Schlagzeug, Gitarre und Stimme instrumentiert. Die Texte stehen in relativ starkem Kontrast zu den melodiös-naiv wirkenden Melodien: Sie kommen eher abgeklärt, resigniert und gesellschaftskritisch daher. So handelt etwa ihr erster großer Hit vom austauschbaren Leben in der heutigen Gesellschaft, in dem sich niemand für das Leben und die wirkliche Probleme des anderen interessiert, in dem jeder funktionieren muss. Die Single „Min pappa“ („Mein Vater“) handelt davon, wie man seine Träume immer vor sich herschiebt und sie niemals lebt. Diesen Stil behalten sie auch auf ihrem zweiten Album Hur Mycket Jag Än Tar Finns Alltid Lite Kvar („Wie viel ich auch nehme, es bleibt immer etwas über“) bei, das allerdings musikalisch melodiöser geraten ist und aufwändiger produziert wurde als das Debütalbum. Neben Gitarren und Schlagzeug kommen hier auch Keyboards zum Einsatz.
Die Band gibt sich relativ verschlossen und hat sich entschlossen, die Nachnamen der Mitglieder nicht preiszugeben. Es ist dennoch bekannt, dass Johan Kindblom der Autor der Texte ist.
Der Name der Band kommt von einem alten Sexclub in Stockholm, in dem man Partnertausch betreiben konnte.

## Diskografie

### Alben
| Jahr | Titel                                        | Höchstplatzierung, Gesamtwochen, AuszeichnungChartsChartplatzierungen (Jahr, Titel, Platzierungen, Wochen, Auszeichnungen, Anmerkungen) | Anmerkungen |
| Jahr | Titel                                        | SE | Anmerkungen |
| ---- | -------------------------------------------- | --- | ----------- |
| 2004 | Vi ska bara leva klart                       | SE2 (8 Wo.)SE |             |
| 2006 | Hur Mycket Jag Än Tar Finns Alltid Lite Kvar | SE31 (2 Wo.)SE |             |
| 2012 | Jobs where they don’t know our names (1)     | SE14 (1 Wo.)SE |             |

### Singles
| Jahr | Titel Album                                                                      | Höchstplatzierung, Gesamtwochen, AuszeichnungChartsChartplatzierungen (Jahr, Titel, Album, Platzierungen, Wochen, Auszeichnungen, Anmerkungen) | Anmerkungen |
| Jahr | Titel Album                                                                      | SE | Anmerkungen |
| ---- | -------------------------------------------------------------------------------- | --- | ----------- |
| 2004 | Ingen vill veta var du köpt din tröja Vi ska bara leva klart                     | SE1 Platin · (34 Wo.)SE |             |
| 2004 | Nej Vi ska bara leva klart                                                       | SE24 (6 Wo.)SE |             |
| 2006 | Storstadskvinnor Faller Ner Och Dör Hur Mycket Jag Än Tar Finns Alltid Lite Kvar | SE14 (5 Wo.)SE |             |

Weitere Singles
- 2004: Min pappa
- 2005: Redan Idag
- 2006: Kärlek 1
- 2011: The fish are swimming slower every year